# Бірчанський район
Бірча́нський райо́н — один з районів, на етнічній українській території Надсяння, створеної 27 листопада 1939 року Дрогобицької області УРСР (обласний центр — місто Дрогобич). В березні 1945 року Бірчанський район з районним центром Бірча, а також Ліськівський район з районним центром Лісько та західна частина Перемишльського району включно з містом Перемишль зі складу Дрогобицької області передано Польщі.

## Історія
Після нападу 1 вересня 1939 року Третього Рейху на Польщу й початку Другої світової війни до середини вересня територія району окупована німцями, але після вторгнення СРСР до Польщі 17 вересня 1939 року згідно з пактом Молотова—Ріббентропа та поправками Договору про дружбу та кордони між СРСР та Німеччиною частина етнічних українських земель, котрі знаходились між кордоном Польщі з СРСР (закріпленим у Ризькому мирному договорі 1921 року) і лінією Сталіна відійшли до радянської зони окупації. На цих землях уряд СРСР створив 6 нових областей (Волинську, Дрогобицьку, Львівську, Станіславську, Рівненську та Тернопільську), які було передано до складу УРСР. Дрогобицька область була створена 27 листопада 1939 року. А 10 січня 1940 року в Політбюро ЦК КП(б)У обговорено утворити в складі області Бірчанський район (районний центр — Бірча).
| 10 січня 1940 (середа) — Київ. Політбюро ЦК КП(б)У обговорило питання про утворення міських районів у Львові та районів у Волинській, Дрогобицькій, Львівській, Ровенській, Станіславській, Тернопільській областях УРСР. Ухвалено створити у Львові: Сталінський, Залізничний, Червоноармійський, Шевченківський міські райони, та, відповідно, міськрайкоми партії з підпорядкуванням Львівському міському комітету КП(б)У, райвиконкоми з підпорядкуванням Львівському міськвиконкому; Створити наступні райони: у складі Волинської області райони — Берестечківський (з районним центром у м. Берестечко), Вербський (с. Верба), Володимир Волинський (м. Володимир Волинський), Вижвівський (м. Вижва), Голобський (м. Голоби), Горохівський (м. Горохів), Заблотьївський (с. Заблотьє), Згоранський (с. Згорани), Камінь Каширський (м. Камінь Каширськ), Ківерцівський (м. Ківерці), Киселинський (с. Киселин), Ковельський (м. Ковель), Колківський (м. Колки), Локачівський (м. Локачі), Луцький (м. Луцьк), Любомльський (м. Любомль), Любешівський (м. Любешів), Мацеївський (м. Мацеїв), Оликський (м. Олика), Піддубцівський (с. Піддубці), Повурський (м. Повурськ), Порицький (м. Порицьк), Ратнівський (м. Ратно), Рожищенський (м. Рожище), Софіївський (м. Софіївка), Торчинський (м. Торчин), Турійський (м. Турійськ), Устилужський (м. Устилуг), Чаруківський (с. Чаруків), Шацький (с. Шацьк), Березолупівський (с. Березолупи); міста: Луцьк, Ковель, Володимир Волинськ підпорядковувалися безпосередньо Волинському ОВК; у складі Дрогобицької області: Бірчанський (з центром у с.Бірча), Бориславський (м.Борислав), Дрогобицький (м.Дрогобич), Добромильський (м.Добромиль), Дублянський (с. Дубляни), Жидечувський (м. Жидечув), Журавновський (с.Журавно), Комарновський (м.Комарно), Комарниківський (с.Комарники), Крукеницький (с. Крукениця), Лавочнянський (с.Лавочне), Лісківський (м. Ліско), Миколаївський (м. Миколаїв), Меденицький (м. Медениця), Мостиський (м. Мостиськ), Медиківський (с.Медика), Ново-Стреліський (м.Стреліські Нові), Перемишльський (м.Перемишль), Підбужський (с.Підбуж), Рудківський район (м.Рудки), Сколевський (м.Сколе), Стрийський (м.Стрий), Судово-Вишнянський (м.Судова Вишня), Стрілківський (с.Стрілки), Самбірський (м. Самбор), Старо-Самбірський (м.Старий Самбір), Турківський (м.Турка), УстрикоДольнівський (м. Устрики Дольні), Хирівський (м.Хирів), Ходорівський (м.Ходорів), міста Борислав, Дрогобич, Перемишль, Самбір, Стрий підпорядкувати безпосередньо Дрогобицькому ОВК. |
17 січня 1940 р. Указом Президії Верховної Ради УРСР утворено Бірчанський район. Центром району була Бірча, тут розміщувалася також військова база Червоної Армії 92 Відділу Прикордонних Військ НКВС.
З кінця червня 1941 року по серпень 1944 року район знаходився під німецькою окупацією.
В березні 1945 року, в рамках підготовки до підписання Радянсько-польського договору про державний кордон від 16 серпня 1945 року, весь Бірчанський район з районним центром Бірча, Ліськівський район з районним центром Лісько та західна частина Перемишльського району включно з містом Перемишль зі складу Дрогобицької області передано Польщі.
На даний момент на території Польщі в Перемишльського повіту Підкарпатського воєводства знаходиться гміна Бірча.